# 新垣隆の音楽室
『新垣隆の音楽室』（にいがきたかしのおんがくしつ）は、2015年10月から一部のJFN系列局で放送されている音楽番組である。
作曲家・ピアニストの新垣隆を起用したラジオ番組で、新垣がクラシック音楽を中心とする各種音楽の魅力を、自らのピアノ演奏による弾き語りで分かりやすく解説している。アシスタントはフリーアナウンサーの栗林さみが務めている。
2016年3月最終週の放送をもってネットを打ち切った放送局もある。
2017年10月より毎月第2日曜日に「PEOPLE 新垣隆の音楽室」として放送

## 放送局
- 2017年10月以降はPEOPLEネット局での放送。
- 2017年9月までは1時間番組としての放送局と、30分編集の短縮版の放送局があった。

2017年9月まで。
| 放送対象地域   | 放送局         | 放送日時 (JST)     |
| -------------- | -------------- | ------------------ |
| 山形県         | Rhythm Station | 月曜 4:00 - 5:00   |
| 群馬県         | FMぐんま       | 月曜 4:00 - 5:00   |
| 石川県         | HELLO FIVE     | 月曜 4:00 - 5:00   |
| 福井県         | FM福井         | 月曜 4:00 - 5:00   |
| 島根県・鳥取県 | V-air          | 金曜 16:25 - 16:55 |
| 徳島県         | FM徳島         | 月曜 4:00 - 5:00   |
| 香川県         | FM香川         | 月曜 4:00 - 5:00   |

ネットを打ち切った放送局。
下記放送局でも、Date FMとFM OSAKA以外はPEOPLE枠編入後に放送を再開した。
| 放送対象地域 | 放送局     | 放送日時 (JST)                | 終了時期      |
| ------------ | ---------- | ----------------------------- | ------------- |
| 青森県       | FM青森     | 月曜 0:00 - 1:00 （日曜深夜） | 2016年3月     |
| 秋田県       | FM秋田     | 月曜 1:00 - 2:00 （日曜深夜） | 2016年3月     |
| 宮城県       | Date fm    | 月曜 0:00 - 1:00 （日曜深夜） | 2016年3月終了 |
| 福島県       | ふくしまFM | 月曜 0:00 - 1:00 （日曜深夜） | 2016年3月終了 |
| 滋賀県       | e-radio    | 金曜 19:00 - 19:55            | 2016年3月終了 |
| 大阪府       | FM OSAKA   | 月曜 4:00 - 5:00              | 2016年3月終了 |
| 広島県       | HFM        | 日曜 19:00 - 20:00            | 2016年3月終了 |
| 宮崎県       | JOY FM     | 日曜 6:00 - 7:00              | 2016年3月終了 |
| 山口県       | FMY        | 日曜 8:00 - 8:55              | 2017年3月終了 |